# Linijska nacionalna plovidba
Linijska nacionalna plovidba je hrvatska brodarska tvrtka sa sjedištem u Splitu. Poslovanje tvrtke temelji na višegodišnjem iskustvu kataramaranskog i trajektnog prijevoza putnika i vozila.
LNP održava cjelogodišnje katamaranske linije Split - Šolta i Šibenik - Kaprije - Žirje.
U floti LNP-a nalaze se dva trajekta (Moli i Nosač) i tri katamarana (Komiza, Broč i Bišovo), koji u skladu s Kodeksom međunarodne pomorske sigurnosti posjeduju ISM CODE certifikate, jamstvo za ugodan boravak na brodu i siguran dolazak putnika na odredište. Zbog gubitka pruge Valbiska - Lopar krajem 2014. godine. poduzeće je ušlo u predstečajnu nagodbu.

## Brodovi i linije
| Brod       | Godina izgradnje | Godina početka plovidbe za LNP | Trenutačno plovi na liniji | broj putnika/automobila |
| ---------- | ---------------- | ------------------------------ | -------------------------- | ----------------------- |
| HSC Bišovo | 1991.            | 2006.                          | Split - Rogač              | 325/0                   |
| HSC Broč   | 1975.            | 2001.                          | Šibenik - Kaprije - Žirje  | 175/0                   |
| HSC Komiza | 1973.            | 2001.                          | Šibenik - Kaprije - Žirje  | 159/0                   |
| M/T Moli   | 1965.            | 2005.                          | Vezan u Brodosplitu.       | 200/40                  |
| M/T Nosač  | 1975.            | 2007.                          | Vezan u Brodosplitu.       | 321/75                  |

Povučeni brodovi
| Brod           | Godina izgradnje | Godina početka plovidbe za LNP | Godina prodaje | Stanje                                                       |
| -------------- | ---------------- | ------------------------------ | -------------- | ------------------------------------------------------------ |
| HSC For        | 1975.            | 1998.                          | -              | U raspremi u Betini.                                         |
| HSC Milna      | 1978.            | 2002.                          | 2002.          | Kupljen neispravan. Izrezan 2014. u Sjevernoj luci u Splitu. |
| M/T Polače     | 1955.            | 2002.                          | 2005.          | Prodan poduzeću Tanker iz Splita. U raspremi u Šibeniku.     |
| M/T Split Prvi | 1989.            | 2004.                          | 2008.          | Prodan poduzeću Saipem. Rekonstruiran u plutajuću radionu.   |

## Vanjske poveznice
- Lnp.hr  Arhivirana inačica izvorne stranice od 28. srpnja 2019. (Wayback Machine) službena stranica